# Омар термидор

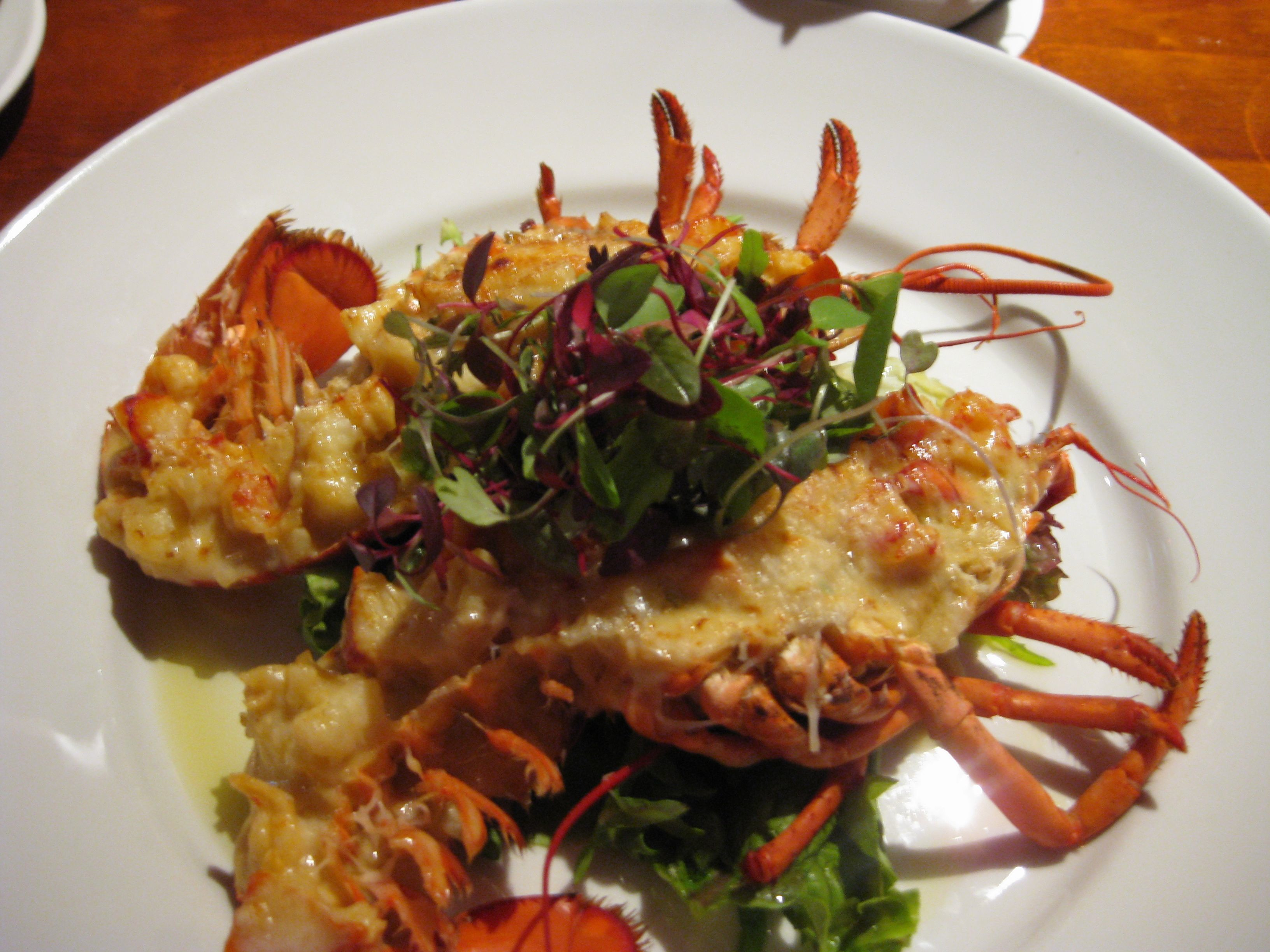
Омар термидор

Омар термидо́р (фр. homard thermidor) лобстер термидор (англ. lobster thermidor) — классическое блюдо французской кухни из крабового мяса, получившее распространение также в США наряду с омаром ньюберг. Появилось в Париже в 1890-е годы и было названо в честь премьеры оказавшейся скандальной и вскоре запрещённой к постановке пьесы В. Сарду «Термидор», действие которой разворачивается в 11-й месяц французского республиканского календаря, в период термидорианской реакции. В 1891 году труппа Комеди Франсез и драматург намеревались отметить премьеру «Термидора» на праздничном ужине в Chez Marie или Café de París, но вечер закончился столкновениями протестующих против пьесы с полицией. На авторство омара термидор претендуют Огюст Эскофье и Леопольд Мурье, а также ученик последнего Тони Жиро (фр. Tony Girod), шеф-повар Café de París, якобы добавивший в рецепт сыр. На момент появления блюдо считалось сложным в приготовлении и доступным только аристократам, ныне пользуется спросом только по особым случаям.
Для приготовления омара термидор мясо, извлечённое из хвоста и клешней отварного или жаренного на гриле омара, нарезают кубиками или ломтиками и смешивают с соусом бешамель, приправленным дижонской горчицей. Смесь, в которую в зависимости от рецепта могут быть добавлены трюфель или иные грибы, выкладывают в две половинки хвостового панциря, посыпают солидным слоем тёртого сыра и хлебной крошкой и подрумянивают на гриле или в духовом шкафу. Метод приготовления «термидор» применяется и к другим морепродуктам. 